# Shanag
Shanag (podle tanečníků v buddhistickém svátku Tsam) byl rod dromeosauridního teropoda (dravého dinosaura), který žil v období spodní křídy) na území dnešního Mongolska.

## Popis
Typový druh S. ashile byl popsán v roce 2007 týmem paleontologa A. S. Turnera. Podobá se výrazně primitivním čínským dromeosauridům, jako byl Microraptor či Sinornithosaurus. Při délce 1,5 metru dosahoval hmotnosti zhruba 5 kilogramů. Podle jiných odhadů však dosahoval délky pouze asi 70 centimetrů.

## Materiál
Holotyp tohoto druhu sestává z materiálu označeného IGM 100/1119, jde o téměř kompletní pravou horní čelist, dentici a částečně také spleniální kost.